# El-Biar
El-Biar è un comune dell'Algeria, situato nella provincia di Algeri.